# Zero de Akutan

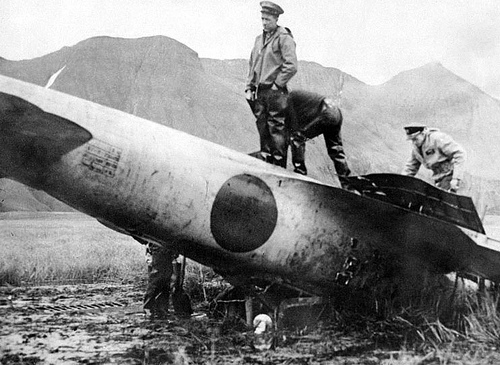
O Zero de Akutan a ser inspeccionado por pessoal na Marinha dos Estados Unidos, na Ilha Akutan, a 11 de Julho de 1942.

O Zero de Akutan, também conheci por Zero de Koga ou Zero de Aleutian, foi um avião de caça japonês Mitsubishi A6M Zero que efectuou uma aterragem de emergência na Ilha Akutan, no Alasca, durante a Segunda Guerra Mundial. Foi encontrado intacto pelas forças norte-americanas em Julho de 1942 e tornou-se na primeira aeronave Zero a ser capturada pelos Estados Unidos durante a guerra. Foi reparada e pilotada por pilotos de teste norte-americanos. Graças às informações adquiridas desta aeronave, as Forças Armadas dos Estados Unidos conseguiram criar tácticas e mecanismos para abater as aeronaves japonesas através dos seus pontos fracos. O A6M Zero era o principal caça usado pela Marinha Imperial Japonesa durante a guerra.
Este achado foi descrito como um "prémio de inimaginável valor para os Estados Unidos", e "provavelmente um dos maiores prémios durante a Guerra do Pacifico". O historiador japonês Masatake Okumiya alega que teve tanto peso como a derrota japonesa na Batalha de Midway, e que ajudou muito "no esforço que levou o Império Japonês à derrota". Por outro lado, John Lundstrom considera que "a dissecação do caça encontrado em Akutan não teve grande importância na busca de pontos fracos da força aérea japonesa".
O Zero de Akutan foi destruído durante um exercício de treino em 1945. Diversas partes da aeronave estão preservadas, espalhadas por diversos museus nos Estados Unidos da América.